# AKN
Stichting AKN was het samenwerkingsverband tussen de Nederlandse publieke omroepen AVRO, KRO en NCRV. De stichting is vanwege fusies tot KRO-NCRV en AVROTROS en de hiermee gepaard gaande verhuizing van de AVRO uit het toenmalige AKN-gebouw niet langer de algemene facilitaire organisatie van deze drie omroepen, maar ging zich vanaf 1 januari 2014 toeleggen op de exploitatie, onderhoud en het beheer van het AKN-gebouw (tegenwoordig M-Mediagebouw geheten) in Hilversum, inclusief de hiervan deel uitmakende radio- en televisiestudio’s. 
Anno 2023 zitten alleen KRO-NCRV en NH Media nog in het gebouw van de AKN. Daarnaast zijn onder andere Universal Music Group en NLZIET gevestigd in het gebouw.

## Geschiedenis
Het samenwerkingsverband AKN is ontstaan in januari 1992 toen de AVRO, KRO en NCRV alle op Nederland 1 uitzonden. Dit verband leidde tot een samenwerking in programmatisch opzicht op radio en televisie en huisvesting in één gebouw aan de 's-Gravelandseweg 80 in Hilversum. Ook leidde de samenwerking tot een eerste aanzet van de horizontale programmering op Radio 3 in de vorm van "Station 3". De radioprogramma's werden van zaterdag tot en met maandag uitgezonden tussen 6:00 en 00:00 op Radio 3. Dit zou duren van zaterdag 4 januari tot maandag 28 september 1992, want per maandag 5 oktober 1992 zou de geheel nieuwe horizontale programmering worden ingevoerd op het eveneens vernieuwde Radio 3. 
Naast de drie omroepen kwam de huidige Stichting AKN die de omroepen ondersteunt in niet-programmatische zaken. Voorbeelden daarvan zijn: het geven van juridisch advies, advies op personeelsbeleid, verzorgen van ontbijt, lunch en diner, postbehandeling, exploitatie tv- en radiostudio's, verzorgen faciliteiten voor opnames tv- en radioprogramma's, beveiliging gebouw, beheer telefoon- en computersystemen, telefonistes, promotie van tv-programma's, financiële afhandelingen e.d. 

### AKN-structuur sinds opheffen thuisnetten
Na het opheffen van de thuisnetten in 2006 zaten de AVRO, de KRO en de NCRV niet meer op één televisiezender, maar er was nog steeds sprake van één gebouw met de drie omroepen en de stichting AKN. De samenwerking in de actualiteitenrubrieken op televisie Netwerk en EénVandaag bleef echter gebaseerd op de thuisnetsituatie zoals die vanaf 2004 gold. De AVRO bleef tot de fusie met de TROS in het AKN-pand tot eind 2013.

### Samenwerking in programmatisch opzicht
Er was een aantal programma's dat de drie omroepen samen maakte en dat gepresenteerd werd door presentatoren van zowel de AVRO als de KRO en de NCRV.
- Boggle, van oudsher een woordspelletjesprogramma van de KRO, met Frank Kramer als spelleider, werd naderhand gemaakt door de drie omroepen met verschillende presentatoren;
- Alles Kits was een kinderprogramma dat met tussenpozen liep van 1995 tot 2001; In de loop van jaren werd het programma gepresenteerd door verschillende presentatoren, waaronder Bas Westerweel en Minoesch Jorissen. Bekende onderdelen van het programma waren o.a. De Klimrekquiz en KK Foon.
- Netwerk was een fusie van de actualiteitenprogramma's Televizier Magazine van de AVRO, Brandpunt van de KRO en Hier en Nu van de NCRV. Het programma werd in die tijd gemaakt door één redactie;
- Het programma AVRO's Service Salon werd horizontaal (dat wil zeggen op elke dag op hetzelfde tijdstip) geprogrammeerd, met presentatoren van de drie AKN-omroepen;
- Op Radio 3 was vóór de invoering van een totale horizontale programmering vanaf januari 1992 al een horizontale programmering te horen op de NCRV-zaterdag, de KRO-zondag en de AVRO-maandag. Deze programmering werd Station 3 genoemd en liep tot de algehele invoering van de horizontale programmering op Radio 3 vanaf 5 oktober 1992. Vanaf dat moment werden de AKN-programma's op Radio 3 onder de naam Het Station uitgezonden.

## Programmabladen
De programmabladen van de AVRO (Avrobode, Televizier en TVFilm), de KRO (KRO Magazine en de Mikrogids) en de NCRV (NCRV-gids) worden uitgegeven door Bindinc. BV, een organisatie die in 1995 is opgericht als BV Programmabladen AKN. Het bedrijf is een samenwerkingsverband tussen de omroepen AVROTROS, KRO-NCRV en DPG. Naast de programmabladen geeft Bindinc. tijdschriften, donateursbladen, boeken en websites uit, zoals de online programmagids TVgids.nl en de tv-community Televizier.nl en online streaminggids Guidinc.nl.

## M-Mediagebouw
Ten gevolge van het vertrek van de AVRO uit het AKN-gebouw naar de Witte Kruislaan stond een groot deel van het AKN-gebouw leeg. Aangezien de leegstand niet wenselijk was, werd besloten de lege ruimtes aan te bieden voor huisvesting van mediagerelateerde ondernemingen. Ook werd het pand grondig verbouwd en in 2018 officieel geopend. Omdat de AVRO was vertrokken en AKN niet langer gehandhaafd kon worden, het pand voor de media is bestemd en het van bovenaf gezien de schrijfletter M vormt, besloot men het AKN-gebouw voortaan M-Mediagebouw te noemen.